# Азербайджано-бельгийские отношения
Азербайджано-бельгийские отношения — двусторонние дипломатические отношения между Азербайджанской Республикой и Королевством Бельгия.

## Дипломатические отношения
Посольство Бельгии в Азербайджане существовало еще в начале XX века. После падения Азербайджанской Демократической Республики посольство прекратило свою деятельность.
После восстановления независимости Азербайджана Бельгия 31 декабря 1991 года признала независимость новой Республики. Дипломатические отношения между странами установлены 17 июня 1992 года.
Азербайджанское посольство в Бельгии учреждено 19 января 1995 года. Начало деятельность в апреле 1995 года. Посольство Бельгии в Азербайджане открыто 1 ноября 2007 года.
Согласно результатам консульского учёта, в 2012 году в посольстве Азербайджана работало свыше 300 азербайджанцев.
На 2012 год на территории Бельгии проживало более 1 000 азербайджанцев.
В парламенте Азербайджана действует двусторонняя рабочая группа. Руководитель группы — Кямал Джафаров.
В парламенте Бельгии также действует двусторонняя группа по сотрудничеству с Азербайджаном.
3 мая 1994 года президент Азербайджана Гейдар Алиев впервые совершил официальный визит в Бельгию, в ходе которого состоялась встреча с премьер-министром Бельгии Жан-Люком Деханем. Целью встречи было принятие участия на церемонии подписания программы НАТО «Партнерство во имя мира» .
13 апреля 1998 года премьер-министр Бельгии Жан-Люк Дехане впервые совершил официальный визит в Азербайджан. 
18 мая 2004 года Ильхам Алиев совершил свой первый рабочий визит в Бельгию. Алиев встретился с премьер-министром Королевства Бельгия Ги Верхофстадтом. Были подписаны соглашение о взаимной защите и поощрении инвестиций, конвенция об устранении двойного налогообложения и предотвращения уклонения от уплаты налогов, соглашение об оказании взаимной административной помощи по таможенным вопросам.
В марте 2024 года министр иностранных дел Азербайджана Джейхун Байрамов совершил официальный визит в Бельгию. В рамках визита он 21 марта принял участие на впервые проведённом Саммите по атомной энергетике, организованном МАГАТЭ.
Между странами подписано 8 документов, в том числе:
- соглашение о воздушном сообщении (13 апреля 1998)[9]
- соглашение о взаимной защите и поощрении инвестиций (18 мая 2004)[10]
- конвенция об устранении двойного налогообложения и предотвращения уклонения от уплаты налогов (18 мая 2004)[11]
- соглашение об оказании взаимной административной помощи по таможенным вопросам (18 мая 2004)[12]

## В области экономики
Бельгийская компании «Petrofina» осуществляла проекты на нефтяном месторождении в азербайджанском секторе Каспийского моря.
1 декабря 2015 года около с. Халхал открыта Нахичеванская солнечная электростанция мощностью 20 мегаватт, построенная бельгийской компанией «Soltech».
На август 2023 года в Азербайджане действовало 18 бельгийских компаний. В Азербайджане функционируют бельгийские компании, ведущие деятельность в области торговли, транспорта, перевозок, связи, производства сельскохозяйственной и пищевой продукции, в сферах проектных работ, строительства.
Объём инвестиций Бельгии в Азербайджан на август 2023 года составил 120 млн долл. США.

### Товарооборот (тыс. долл)
| Год  | Экспорт Азербайджана | Импорт Азербайджана | Сумма товарооборота |
| ---- | -------------------- | ------------------- | ------------------- |
| 2020 | 1 174,23             | 48 406,36           | 49 580,59           |
| 2021 | 33 156,47            | 58 343,17           | 91 499,64           |
| 2022 | 11 041,12            | 66 307,60           | 77 348,72           |
| 2023 | 20 091,66            | 76 246,91           | 96 338,57           |
| 2024 | 17 520,12            | 69 230,32           | 86 750,44           |

Состав экспорта Азербайджана: газ, нефть, реактивное керосиновое топливо, химическая продукция, орехи.
Состав экспорта Бельгии: различное оборудование, машины, электрические материалы, товары электротехники, различные механизмы, препараты, изделия из пластмассы, медицинские приборы.

## В области культуры
В мае 2004 года перед зданием Всемирной таможенной организации в Брюсселе был открыт памятник главному герою эпоса «Китаби-Деде Горгуд», который является одним из древних исторических и культурных источников азербайджанского народа.
В Бельгии в рамках разных мероприятий ежегодно организуются концерты мастеров искусств и выставки работ известных художников Азербайджана. В организации этих мероприятий важную роль играет Фонд Гейдара Алиева.
В последние несколько лет[каких?] число азербайджанских студентов, обучающихся в Бельгии увеличилось: среди них есть как обучающиеся в индивидуальном порядке, так и по государственной линии. На основе соглашения, достигнутого с Главным комиссариатом по внешним связям франкоязычного региона Валлония, ежегодно одному азербайджанскому студенту и преподавателю выделяются стипендии для участия в летних курсах Брюссельского Свободного университета и Университета Лёвен.
В Бельгии действует несколько азербайджанских диаспор, в том числе общество «Бельгийско-азербайджанский дом», Европейский центр азербайджанцев, Общество дружбы «Азербайджан-Бельгия», которые проводят различные мероприятия с целью доведения до внимания общественности Бельгии информации об азербайджанской культуре, истории, а также поддерживают постоянную связь с азербайджанцами, живущими в Бельгии.
Функционуируют общества «Дайаг», «Карабахцы Бельгии», брюссельский офис Азербайджанского общества Европы (ТЕАS), OCAZ (Office Communication of Azerbaijan).
Также действуют Союз азербайджанцев «Fireland», Федерация азербайджанцев Бельгии (BAF), организация в области культуры «MADANI», Азербайджанская культурная ассоциация «BUTAM», Ассоциация студентов Бельгии «Heritage-Azerbaijan».
30 мая 2017 года в мультидисциплинарном центре искусств «BOZAR», расположенном в центре Брюсселя, состоялось мероприятие, посвященное достижениям АДР и 25-летнему юбилею бельгийско-азербайджанских отношений. В мероприятии, организованном посольством Азербайджана в Бельгии, Люксембурге и Миссии в ЕС и Миссии Азербайджана в НАТО, приняли участие около 300 дипломатических деятелей и членов азербайджанской диаспоры. Мероприятие началось с двух музыкальных произведений, в исполнении азербайджанского пианиста Незрин Эфендиевой, проживающей в Бельгии: «Хирон» бельгийского композитора Йоланды Уйттенховой и «Вальс», написанной ее дедом Фикретом Амировым, одним из легенд азербайджанской классической музыки. Мероприятие завершилось концертом джазовой группы «Bakustic» во главе с пианистом Салманом Гамбаровым.